# الشقة السفلى
الشقة السفلى قرية في دولة السعودية في نجد في منطقة القصيم شمال مدينة بريدة.